# Saurauia subspinosa
Saurauia subspinosa är en tvåhjärtbladig växtart som beskrevs av Anthony. Saurauia subspinosa ingår i släktet Saurauia och familjen Actinidiaceae. Inga underarter finns listade i Catalogue of Life.

## Bildgalleri

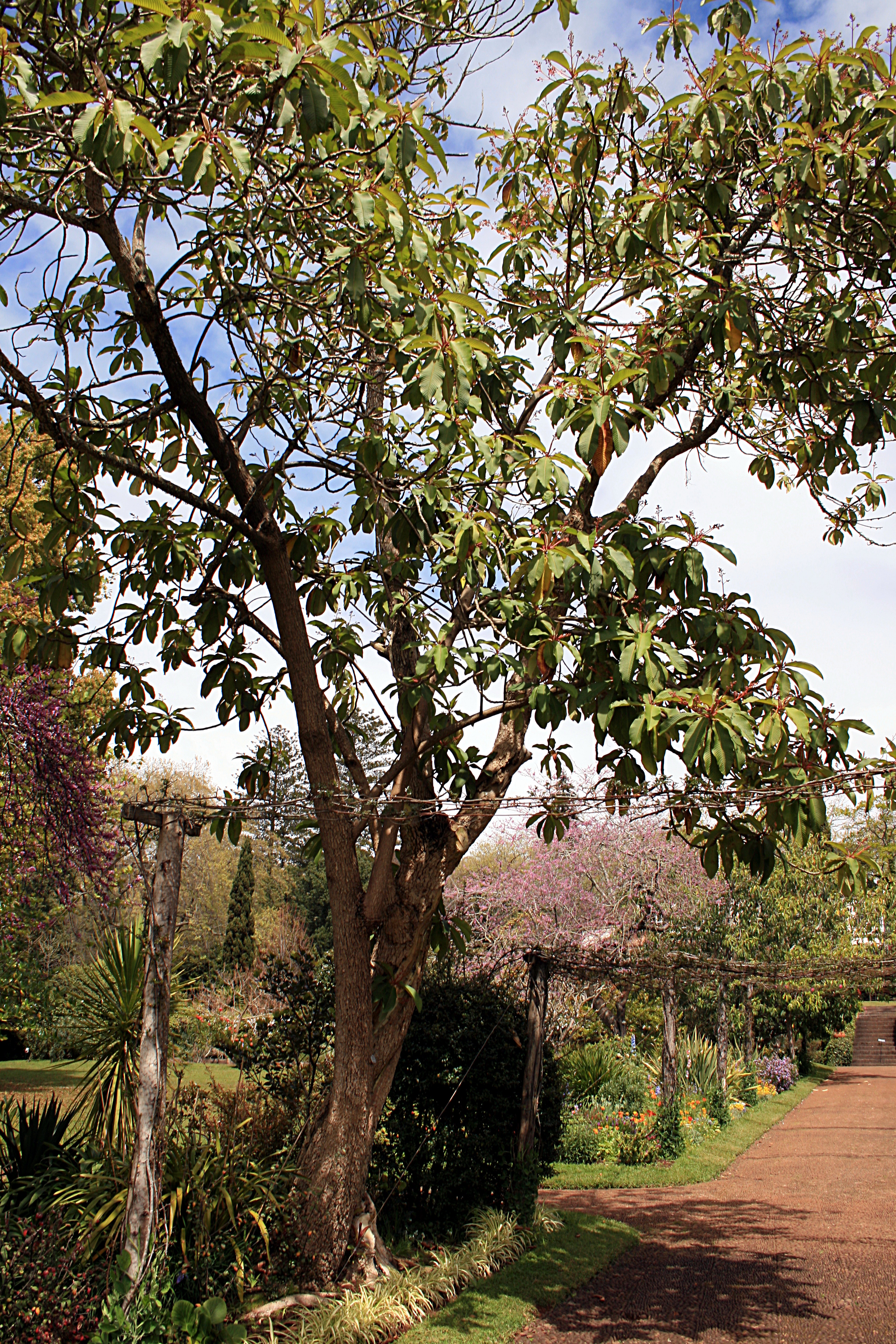
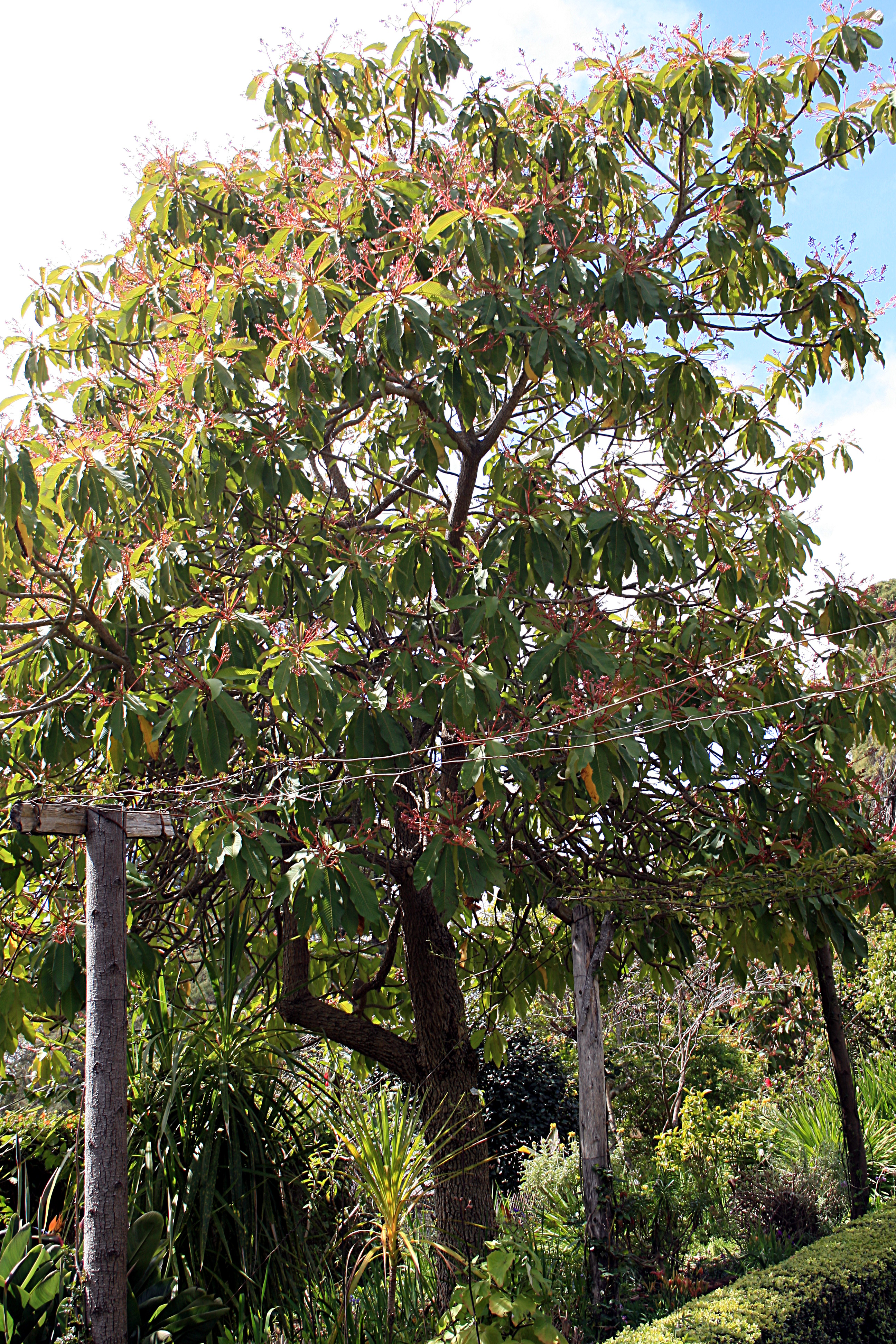
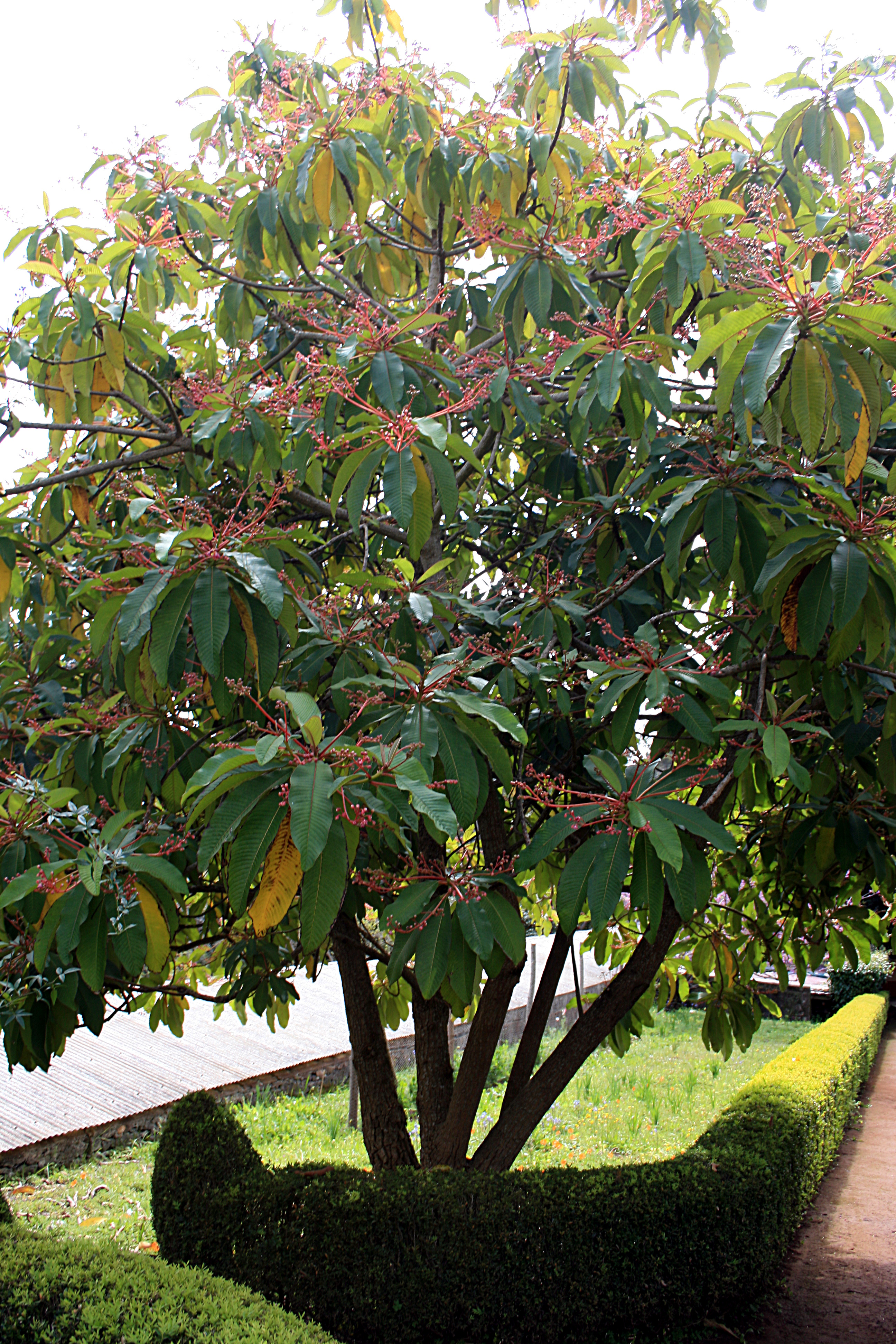